# Mor Frideborg
Mor Frideborg eller bara Frideborg, död cirka 851, var en svensk kvinna bosatt i Birka vid tiden för Ansgars första missionsresa där 829-831. Hon nämns i Rimberts krönika Vita Ansgari ur Ansgars skildring av sitt besök i Birka. Hennes existens är inte bekräftad, men hon kan räknas som den första kvinna i Sverige som är känd till namnet. 
Enligt Ansgar var Frideborg en välbeställd gammal änka, som erbjöd honom och hans kollega Vitmar att bo hos sig då de anlände till Birka 829, och kung Björn var bortrest. Ansgar beskriver henne som en vänlig husmor som tog väl hand om dem och kallade henne "Mor Frideborg". När Ansgar och Vitmar invigde sin kristna kyrka, var Frideborg, liksom stadens hövding Hergeir, bland de som blev döpta. Kring dem fanns också en liten församling av utländska trälar som redan var kristna. Det anses dock troligt, att Frideborg ursprungligen kom från Friesland, och därmed redan var döpt. 
Efter sitt dop öppnade Frideborg sina kistor och säckar för att ge bort sin egendom till de fattiga, men eftersom det inte fanns några fattiga i Birka, fick hon sända sina gåvor långt bort. Hon ska endast ha behållit lite av nattvardsvinet, och sade till sin dotter att ge henne av det när hon låg på sin dödsbädd. Ansgar uppgav att han sände en eremit, Ardgar, för att ge Frideborg och Hergier nattvarden före deras död, och de ska båda ha avlidit under Ardgards besök 851-53.  
Enligt en annan version, var det i stället efter hennes död hennes gåvor delades ut. På Frideborgs önskan delade hennes dotter Katla ut hennes kvarlåtenskap bland de fattiga, men då hon inte kunda finna några i Birka, reste hon till det frisiska Dorestad. Enligt Rimbert inträffade ett mirakel då hon, sedan hon delat ut sitt arv, upptäckte att hon fortfarande hade lika mycket kvar.    
Frideborg finns avbildad i Ansgarskapellet med sin dotter Katla. 